# Kujibiki Unbalance
Kujibiki Unbalance (くじびき・アンバランス Kujibiki Anbaransu?) es una serie OVA de 26 capítulos del anime Genshiken, de las que solo se han producido realmente 3 de los 26 (el 1.º, el 21.º, y el 25.º) correspondientes cuando los miembros del club Genshiken lo ven para hacer sus reseñas sobre cultura otaku. A finales de 2006 salió también Kujibiki Unbalance de 12 capítulos. La serie está dirigida por Takashi Ikehata y producida por los estudios Genco y  Palm Studio.

## Sinopsis
Chihiro Enamoto es el protagonista de la serie, es un estudiante del prestigioso colegio de secundaria Rikkyoin. En este instituto, se compite anualmente para ser miembro del consejo estudiantil. Para ello se hacen grupos y se compite a través de pruebas físicas y mentales (competiciones en la cocina, de natación, pruebas extremas de calor y frío, incluso una puesta en escena en situación de guerra). El trabajo en equipo y cooperación es fundamental para ganar.

## Episodio
Los títulos figuran primero en inglés, y seguidamente su traducción al español.
Los 3 únicos capítulos que se han producido en el 2004 son:
- 1. An Unbalanced Encounter - Un encuentro desequilibrado.
- 21. Great Highlights - Lo más destacado (el plato fuerte).
- 25. Kujibiki Forever - Kujibiki para siempre.

Otros capítulos que todavía no se han producido son:
- 2. The Raging Wind! Rikkyouin High School Student Council Executive Committee - ¡Rayos y truenos! ¡El comité ejecutivo del consejo de estudiantes de secundaria de Rikkyouin!
- 3. With Know-How Comes Luck!?" - ¿¡Con quien sabe vendrá la suerte!?
- 4. How high the moon - Que alta esta la luna.
- 5. I'm Sorry, Baby - Lo siento, chica
- 6. Seven People!? - ¿¡Siete personas!?
- 7. A Fearsome Reward - Terrible recompensa.
- 8. A Sexily Modest Workbook - Un sexy libro de trabajo modesto.
- 9. Shock ☆ Operation - Operación Shock.
- 10. Clash! - ¡Choque!
- 11. With Know-How Comes Luck!? returns - ¿¡Con quien sabe vendrá la suerte!? ota vez.
- 12. Dance! Kujibiki Singing Match - ¡Baila! competición cantando de Kujibiki
- 14. The Sickly Aliens - Los Aliens enfermos.
- 16. Christine of the Harbor - Christine en el puerto.
- 19. One Whole Night in a Storm - Una noche plena con tormenta.
- 20. An "18-and-Up Only" Heaven - Un cielo sólo para mayores de 18.
- 22. Pianissimo... - Pianissimo...
- 23. My Banner - Mi pancarta.
- 24. Chocolate Battle! Confessing, and Being Confessed to... - ¡Batalla de chocolate! confesando, y siendo confesados a....
- 26. Kujibiki Unbalance - Desequilibrio Kujibiki